# Warmwell
Warmwell – osada w Anglii, w hrabstwie Dorset. Leży 8 km na wschód od miasta Dorchester i 180 km na południowy zachód od Londynu.